# Harry S. Morgan
Michael Schey (29 de agosto de 1945-30 de abril de 2011), conocido profesionalmente como Harry S. Morgan, fue un director, productor y actor de películas pornográficas alemán.

## Biografía
Morgan estudió fotografía en la Folkwang Universidad de las Artes de Essen. En 1991, dirigió el thriller Pommes Rot-Weiß con Michael Lesch.
Sus primeras incursiones como director y productor de la industria del porno fueron en 1988. Las escenas de Morgan son prácticas sexuales extremas como la doble penetración, fisting y la micción. También es conocido por sus entrevistas con los actores después de haber rodado las escenas. Morgan trabajó para la productora Videorama con series como Maximum Perversum, Teeny Exzesse y Junge Debütantinnen, y se hizo especialmente famoso por sus películas con Gina Wild y Vivian Schmitt.

## Premios
- 1997 Venus Award – Mejor Director (Alemania)[2]
- 2001 Venus Award – Mejor Director (Alemania)[3]
- 2004 Venus Award – Mejor Director (Alemania)[4]
- 2007 Eroticline Awards – Premio de video por sus logros sobresalientes[5][6]